# Marillac-le-Franc
Marillac-le-Franc (okzitanisch: Marilhac) ist eine französische Gemeinde mit 823 Einwohnern (Stand: 1. Januar 2022) im Département Charente in der Region Nouvelle-Aquitaine (vor 2016: Poitou-Charentes). Sie gehört zum Arrondissement Angoulême und zum Kanton Val de Tardoire. Die Einwohner werden Marillacois genannt.

## Lage
Marillac-le-Franc liegt etwa 18 Kilometer nordöstlich von Angoulême. Umgeben wird Marillac-le-Franc von den Nachbargemeinden Taponnat-Fleurignac im Norden, Yvrac-et-Malleyrand im Norden und Osten, Saint-Sornin im Süden, Moulins-sur-Tardoire im Südwesten sowie La Rochefoucauld-en-Angoumois im Westen.

## Bevölkerungsentwicklung
| Jahr                       | 1962 | 1968 | 1975 | 1982 | 1990 | 1999 | 2006 | 2019 |
| Einwohner                  | 594  | 521  | 599  | 574  | 626  | 617  | 689  | 824  |
| Quellen: Cassini und INSEE |      |      |      |      |      |      |      |      |

## Sehenswürdigkeiten
- Kirche Saint-Didier aus dem 12. Jahrhundert, seit 1925 Monument historique
- Aven de Marillac, urgeschichtliche Fundstelle

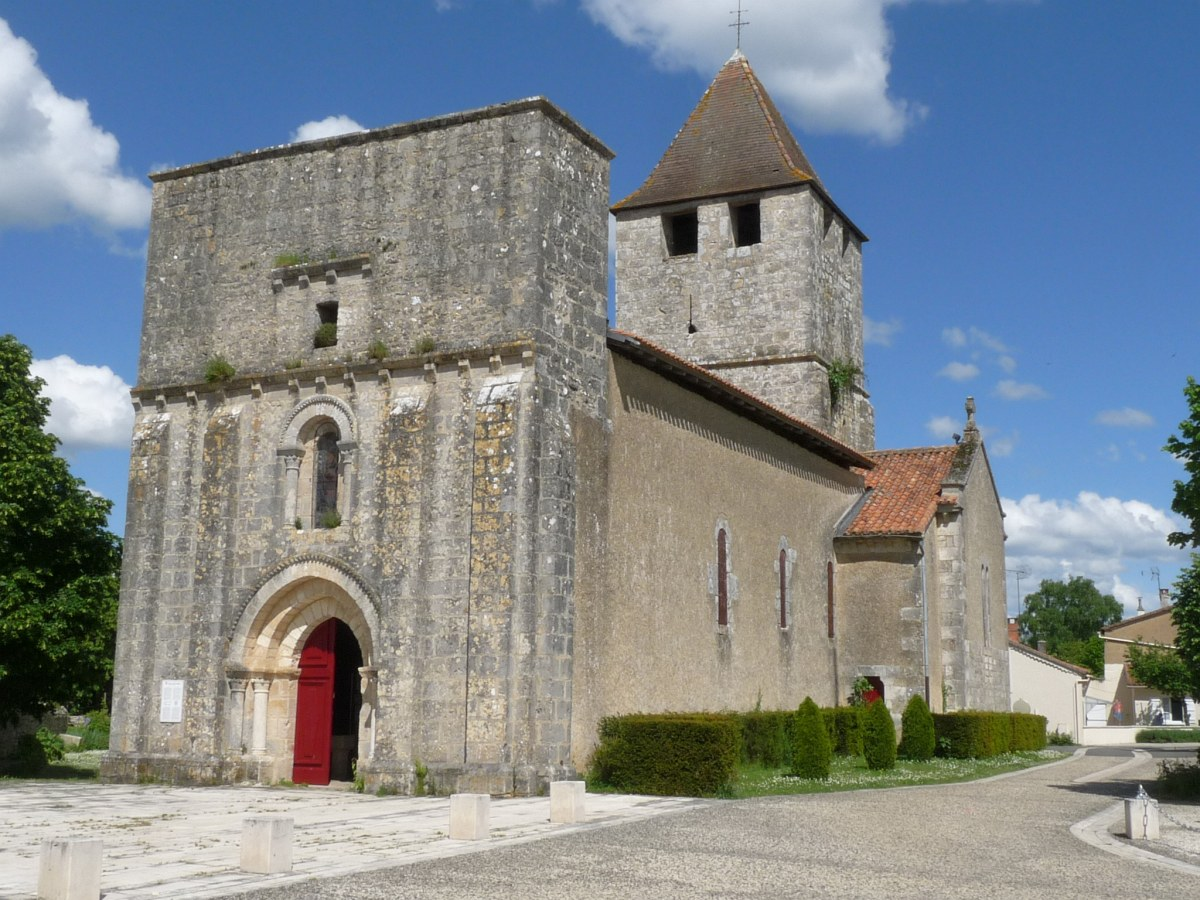
Kirche Saint-Didier
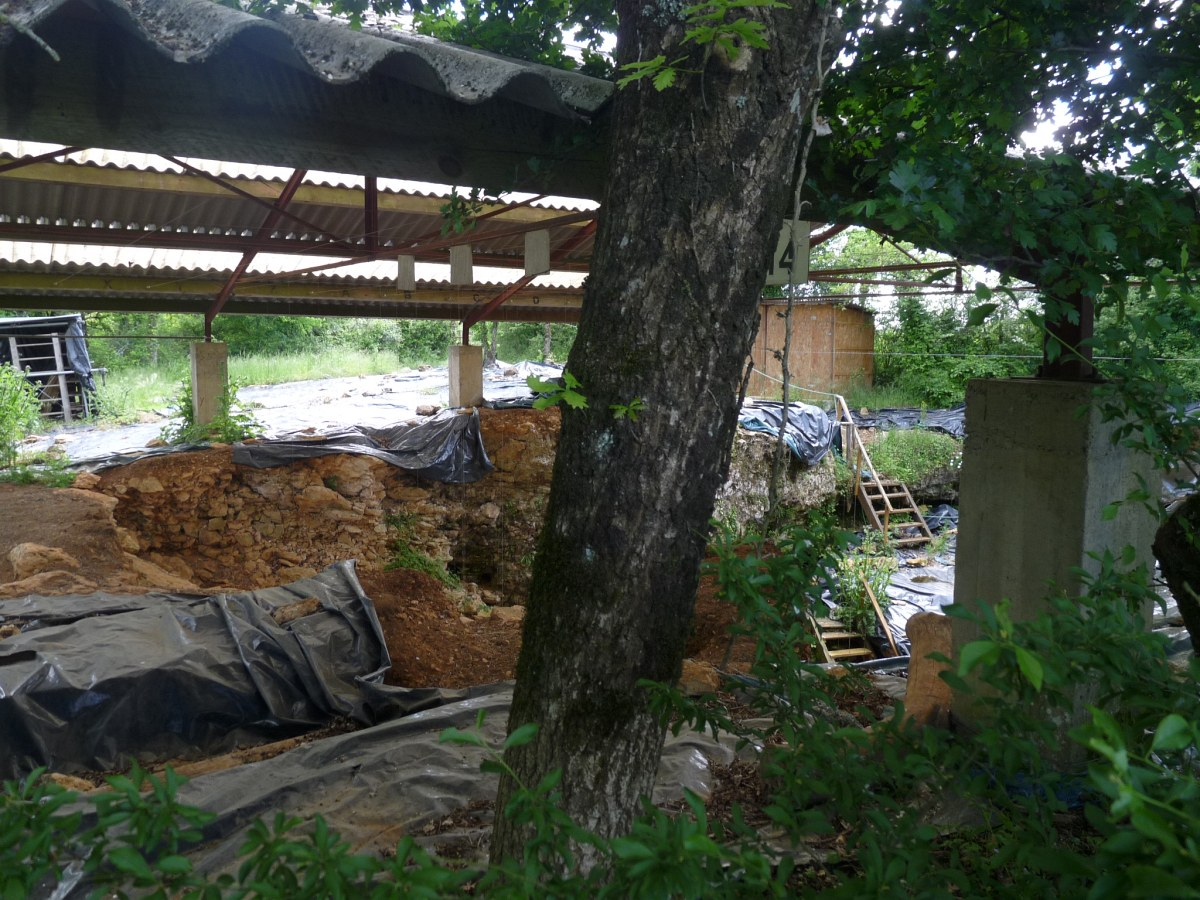
Aven de Marillac